# مجانسات الحوت الهندي
مجانسات الحوت الهندي (الاسم العلمي: †Indocetinae) هي أسرة من الثدييات المنقرضة تتبع فصيلة الحيتان الأولية من رتبة مزدوجات الأصابع.

## أجناس
- حوت هندي